# 발생학적 오류
발생학적 오류(영어: genetic fallacy)는 어떤 대상의 기원이 갖는 속성을 그 대상도 가지고 있다고 추리하는 오류이다. 비형식적 오류 중 자료적 오류에 속한다.
이 오류는 흔히 심리적으로 문제 있는 사람은 범죄를 저지른다는 명제로 예를 들 수 있다.
이 예로 들면 경제적으로 문제 있는 사람이 범죄를 저질렀다고하여 범죄 자체가 경제 체제의 부당함을 원인으로 일어난다고 섣불리 판단 못하고, 혹은 그 범죄가 경제 체제에 항의를 위해 정당화된다고 판단 못한다.
또 다른 것으로는 "분석철학은 영미제국주의에서 파생된 철학이다. 따라서 제국주의적 사상에 물들기를 원하지 않는 한 분석철학을 배워서는 안된다."라는 예문이 있다.
이 문장도 발생학적 오류를 범한다. 분석철학이 영미제국주의 상황에서 등장한 철학이지만 그 철학의 비합리성 자체에 근거는 없기 때문이다.
이 오류의 의미를 요약하자면, 어떤 대상이 있을 때, 그 대상에 관한 설명은 그 태도의 정당성을 부여하는 것과 반드시 직결되진 않는다는 것이다.
그 밖에도 토머스 쿤의 과학에 대한 역사적인 관점에 발생학적 오류가 일어날 수 있다는 지적이 있어왔다.

## 같이 보기
- 합리화
- 자연주의적 오류
- 도덕주의적 오류